# Trapt (videojuego)
Trapt, estilizado como TЯAPT y lanzado en Japón como Kagero II: Dark Illusion (影牢II: Dark Illusion), es un videojuego de acción y estrategia desarrollado por Tecmo para PlayStation 2.

## Argumento
En Trapt, desempeñaremos el papel de la joven princesa Allura, acusada del asesinato de su padre, el rey Olaf y alta traición. Tras verse obligada a un exilio forzoso, nuestra heroína abandona su propio hogar adentrándose en el Bosque Maldito, intentando perder a sus perseguidores. Totalmente desorientada y perdida en las inmensidades del bosque, busca refugio en una vieja mansión abandonada donde habita un viejo y poderoso demonio, Malphas, quien transformándola en una "maestra de las trampas", le otorga el poder de invocar trampas de la nada. Una vez renacida con este increíble poder, la princesa Allura se verá capaz de hacer frente a cada uno de sus perseguidores con la intención de volver al castillo y hacer frente a aquellos que la han acusado y poder así demostrar su inocencia.

## Personajes
- Allura: La heroína de la historia y la princesa de Fronenberg. Ella se encuentra atrapada en la trama que se desarrolla en el palacio después de ser acusada falsamente por su madrastra de asesinar a su padre, y se ve obligado a huir. Después de escapar, ella entra en una mansión donde se encuentra con un demonio (Malphas), que le otorga el poder de controlar las trampas. Las voces de los personajes en japonés se refieren a Allura como "Alicia". Ella pronto se revela como la media hermana de Rachel. Su destino final depende del final que obtenga el jugador.

- Rachel: Empleada y amiga cercana de Allura. Ella es responsable de la educación de Allura y su bienestar. Al final del juego, se revela que ella es media hermana mayor de Allura que deseaba convocar a Malphas para vengarse del rey Olaf por abandonar a su madre. Rachel había aprendido sobre el poder de Malphas a través de su madre, se convirtió en la doncella de Allura con el fin de ganarse la confianza de Olaf. Dependiendo de las elecciones del jugador, Rachel puede morir o tener éxito en invocar a Malphas. Ella lucha usando una daga y puede utilizar las trampas de Allura en su contra.

- Catalina: La segunda esposa del rey Olaf y la antagonista secundaria. El anhelo constante de Olaf por su esposa anterior hiere el orgullo de Catalina como mujer lo que la lleva a tener un fuerte resentimiento hacia Allura, que es la hija de la primera esposa del rey Olaf. Catalina organiza un complot para asesinar al rey y provocar un golpe de Estado. Dependiendo de la decisión del jugador cuando se le pregunta si quiere abandonar el castillo o no, Catalina puede morir asesinada por Allura o quedarse con el trono.
- Jais: Un caballero de Fronenberg y considerado el mejor espadachín del reino. Jais es huérfano y se esfuerza por salvar a los huérfanos como él, pero el reino ha seguido cayendo en el desorden a pesar de sus mejores esfuerzos. Dependiendo de la decisión del jugador cuando se le pregunta si quiere abandonar el castillo o no, Jais puede sobrevivir o morir en un intento por hacer que Allura se quede en el reino para que cumpla con su obligación como princesa.

- Ada: Ada es una ladrona cuya excelente habilidad con los cuchillos la llevó a trabajar como una asesina. Ella parece haber estado involucrada en el asesinato del rey y hay una gran cantidad de misterio que rodea sus acciones. Más tarde es asesinada por su hermano después de que reveló sus planes para adquirir el poder demoníaco para sus propios fines.

- Rey Olaf: Con el fin de mantener el reino equilibrado, Olaf se volvió a casar después de la muerte de su primera esposa. Olaf se casó con Catalina, pero nunca dejó de amar a su difunta esposa. El rey Olaf es asesinado al inicio del juego delante de Catalina, Allura y Rachel, pero nadie sabe quién es el responsable de este crimen. Al final se revela que realmente estaba vivo y que todo era un plan para resucitar a su esposa muerta usando los poderes de Malphas, al final es traicionado y finalmente asesinado por su general, Hertzog. Olaf es también el padre de Rachel, pero pronto se enamoró de la madre de Allura y se convirtió en un objetivo de venganza por Rachel.

- Malphas: También conocido como "el demonio", hace mucho tiempo fue encerrado por brujos poderosos en la mansión a la que Allura se esconde. Él le otorga a Allura el poder de crear trampas a través de un tentáculo como brazalete en su brazo. Con cada persona que Allura mata con sus trampas, su alma se ofrece a Malphas para que pueda materializarse una vez más. Malphas aparece en dos formas, con su primera forma un ser humano pálido vestido con un traje negro, y su forma demoníaca, un humanoide de color rojo y decoraciones ornamentales. En la batalla final, dependiendo de si el jugador vence o pierde en el combate, Malphas puede ser destruido por Allura o traerla a su lado poseeyendo su cadáver.

## Finales
- Final A: Allura lucha contra Rachel, matándola como el sacrificio final y liberando a Malphas. Las escenas finales muestran a Malphas en el cuerpo de Allura saliendo de la mansión y encontrándose con Mayte quien es asesinada por una trampa de Malphas. Para conseguir este final toma la decisión de no abandonar el reino y lucha contra Rachel.

- Final B: Unos escombros caen sobre Rachel, matándola y convirtiéndola en el sacrificio final para liberar a Malphas, el demonio derrota a Allura y posee su cuerpo. Las escenas finales muestran a Malphas en el cuerpo de Allura saliendo de la mansión siendo seguido por Jais quien no tiene idea de que en realidad se trata de Malphas. Para conseguir este final toma la decisión de no abandonar el reino, no luches contra Rachel y pierde la batalla contra Malphas.

- Final C: Rachel muere aplastada por escombros, con su muerte como el sacrificio final Malphas es liberado, pero Allura lo derrota. Las escenas finales muestran a Allura y Jais volviendo al castillo, Allura toma su lugar como reina pero pronto se dan cuenta de que son los últimos que quedan vivos, junto con un legionario. Para obtener este final toma la decisión de quedarte en el reino, no luches contra Rachel y derrota a Malphas.

- Final Fake: Aunque no se considera un final oficial, esta ruta se puede tomar cuando Allura abandona el reino. Jais lucha contra Allura intentado que ella se quede en el reino para que cumpla con su obligación de princesa y herede el trono. Al final Jais pierde la vida y Allura huye, luego aparecen en pantalla las siguientes palabras:

Allura dejó Fronenberg, y a partir de entonces el poder de la marca nunca más fue visto. Catalina accedió al trono vacío, pero poco después se transfirió el poder a su nuevo marido Hertzog. Se restableció el orden, pero unos años más tarde el desastre sobrevino en Fronenberg. El reino entero se derrumbó repentinamente ... Existen varias opiniones en cuanto a la causa, pero la verdad se pierde en las arenas del tiempo. Ahora, todo lo que queda son los rumores de que el diablo fue visto en el castillo mientras ardía ... ... En una tierra lejana, Allura se pregunta: "¿Es esto realmente lo que estaba esperando?"